# Старо-Альмясово
Старо-Альмясово (баш. Иҫке Әлмәс) — деревня в Кугарчинском районе Республики Башкортостан Российской Федерации. Входит в состав Ибраевского сельсовета. 

## География

### Географическое положение
Расстояние до:
- районного центра (Мраково): 15 км,
- центра сельсовета (Ибраево): 7 км,
- ближайшей ж/д станции (Мелеуз): 65 км

## Население
| 2002 | 2009 | 2010 |
| ---- | ---- | ---- |
| 12   | ↘6   | ↘5   |

Национальный состав
Согласно переписи 2002 года, преобладающая национальность — русские (67 %).